# Anklamer Tor (Friedland)

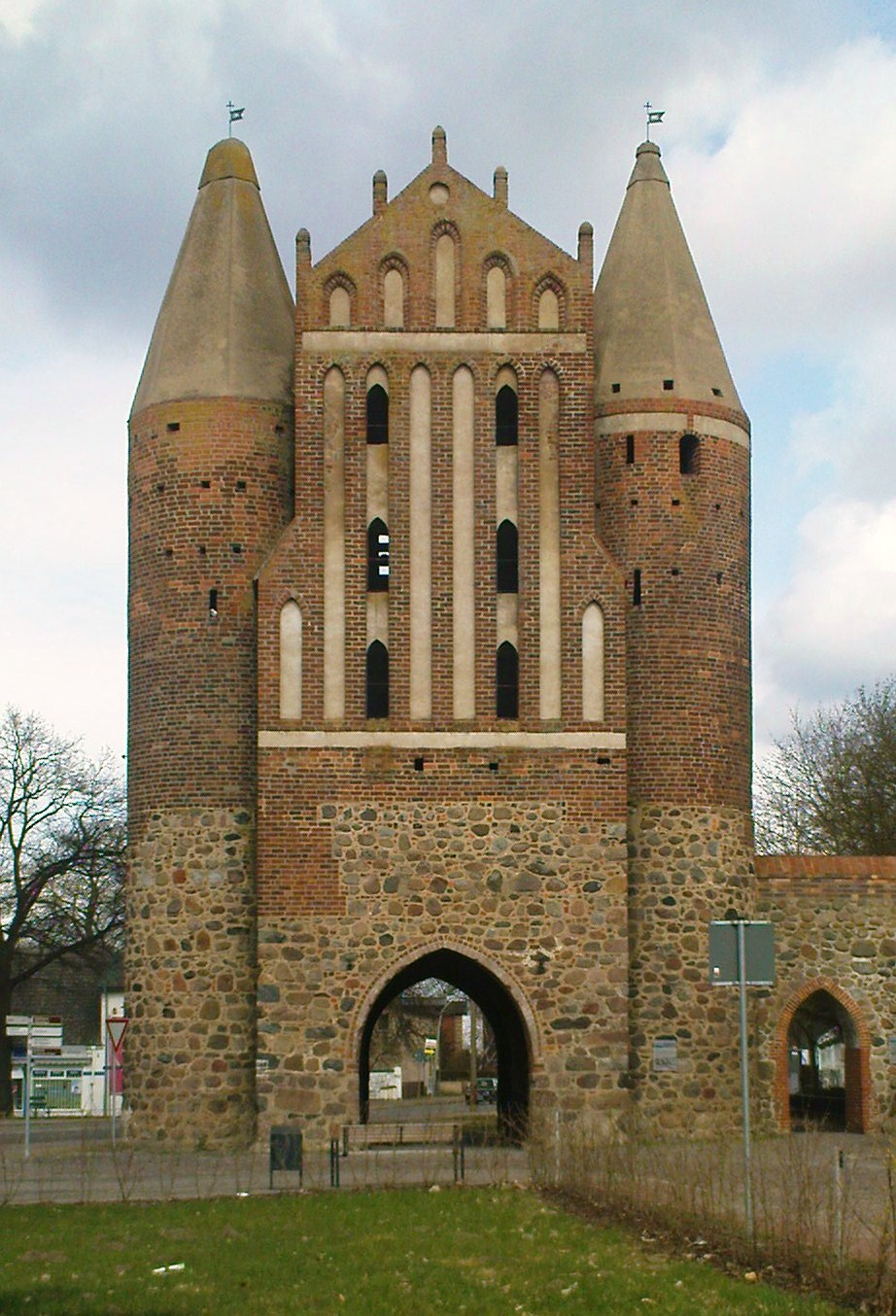
Anklamer Tor (Stadtseite)

Das Anklamer Tor, das frühere Steintor, ist eines der Tore der Wehranlage, welche die Stadt Friedland in Mecklenburg umgab.
Das Gebäude diente dem Schutz des nördlichen Zugangs der Stadt und war das erste von drei Stadttoren, das als Teil der mittelalterlichen Befestigungsanlage errichtet wurde. Die anderen beiden Tore sind das Neubrandenburger Tor (ehemals Burgtor) und das 1802 abgerissene Treptower Tor.
Der Bau ist ein fünfgeschossiger gotischer Backsteinbau aus dem frühen 14. Jahrhundert. Es ist ein quadratischer Torturm mit Staffelgiebel über einer spitzbogigen Durchfahrt und besitzt zwei runde Ecktürme mit Kegelhelmen auf beiden Seiten. Der Unterbau ist in Feldsteinen und der Oberbau in Backsteinen ausgeführt. Das Bauwerk war einst das Haupttor eines Torkastelles mit Vortor und Zingelmauern. Das Anklamer Tor wurde 1995 restauriert und zählt heute zu den Sehenswürdigkeiten von Friedland.